# Grand Prix de Buxerolles
Le Grand Prix de la ville de Buxerolles est une course cycliste française disputée au mois de mars à Buxerolles, dans la Vienne. Créée en 1992 , elle est organisée par le Cycle Poitevin.
Cette compétition fait partie du calendrier national de la Fédération française de cyclisme. Elle a également figuré à plusieurs reprises au programme de la Coupe de France des clubs cyclistes. 

## Palmarès
| Année | Vainqueur            | Deuxième             | Troisième          |
| ----- | -------------------- | -------------------- | ------------------ |
| 1992  | Philippe Escoubet    | Frédéric Berland     | Marc Appéré        |
| 1993  | Dominique Le Bon     | Christophe Langlois  | Claude Céard       |
| 1994  | Philippe Mauduit     | Damien Nazon         | Olivier Ouvrard    |
| 1995  | Ric Reid             | Stéphane Boury       | Dominique Terrier  |
| 1996  | Andy Hurford         | Olivier Roche        | Christopher Jenner |
| 1997  | Christopher Jenner   | Frédéric Mainguenaud | Yvan Becaas        |
| 1998  | Christophe Bercy     | Yvonnick Bolgiani    | Yvan Becaas        |
| 1999  | Stéphane Bellicaud   | Bruno Thibout        | Pierrick Fédrigo   |
| 2000  | Thomas Voeckler      | Bertrand Guerry      | Marc Thévenin      |
| 2001  | Loïc Herbreteau      | Franck Bigaud        | Franck Faugeroux   |
| 2002  | Loïc Herbreteau      | Stéphane Bellicaud   | Sébastien Laroche  |
| 2003  | Gilles Zech          | Dimitar Dimitrov     | Jérôme Bonnace     |
| 2004  | Frédéric Mainguenaud | Stéphane Bellicaud   | Jérôme Bouchet     |
| 2005  | Romain Chollet       | Sébastien Larpe      | Fabrice Billard    |
| 2006  | Paul Brousse         | Yann Huguet          | Salva Vilchez      |
| 2007  | Perrig Quéméneur     | Sébastien Turgot     | Evgueni Sokolov    |
| 2008  | Scott Lyttle         | Kévin Cherruault     | Johan Mombaerts    |
| 2009  | Samuel Plouhinec     | Willy Roseau         | Gwénaël Teillet    |
| 2010  | Fabien Fraissignes   | Martial Roman        | Julien Belgy       |
| 2011  | Benoît Drujon        | Yannick Martinez     | David Skrzypczak   |
| 2012  | Axel Domont          | Renaud Pioline       | Yoann Paillot      |
| 2013  | Clément Saint-Martin | Mickaël Larpe        | Marc Staelen       |
| 2014, | Jimmy Raibaud        | Yann Guyot           | Thibault Nuns      |
| 2015  | Mickaël Larpe        | Julien Lamy          | Ludovic Nadon      |
| 2016  | Erwann Corbel        | Dorian Godon         | Benoît Cosnefroy   |
| 2017  | Flavien Dassonville  | Mickaël Guichard     | Yoann Paillot      |
| 2018  | Alexandre Delétang   | Louis Lapierre       | Karl Patrick Lauk  |
| 2019  | Baptiste Bleier      | Maxime Urruty        | Valentin Ferron    |
| 2020  | Annulé               | Annulé               | Annulé             |
| 2021  | Sandy Dujardin       | Clément Orceau       | Théo Menant        |
| 2022  | Benjamin Marais      | Titouan Margueritat  | Gari Lagnet        |
| 2023  | Alexis Gougeard      | Killian Théot        | Farley Barber      |
| 2024  | Nicolas Silliau      | Gari Lagnet          | Victor Papon       |
| 2025  | Nathan Vandepitte    | Mathias Sanlaville   | Louis Hardouin     |